# Severinus van Keulen
Severinus van Keulen (320-404) is een rooms-katholiek heilige.

## Biografie
Van hem is weinig bekend, ook de jaartallen zijn schattingen. Het enige dat historisch vaststaat is dat hij een tijdgenoot was van de heilige Martinus van Tours en dat hij in Keulen een geloofsgemeenschap leidde.
Zijn eerste levensbeschrijving dateert uit omstreeks 900. Daarin wordt hij met Severinus van Bordeaux vereenzelvigd en wordt er beweerd dat hij bisschop was in een tijd dat Keulen bedreigd werd door de Franken.
Volgens de legende zou hij een 'onwaardige' (lees: ariaanse) bisschop opgevolgd zijn. Op de bisschoppenvergadering zou hij hemelse stemmen hebben gehoord die de dood van Sint-Maarten (in 397) medeelden.
Een andere legende verhaalt van een kluizenaar die aan God vroeg met wie hij straks de hemel zou mogen delen. Hij kreeg ten antwoord: Met de heilige bisschop van Keulen, Severinus. Toen vroeg hij om deze bisschop in een visioen te mogen zien. Dat werd hem gegund maar hij zag hem juist, toen deze een overvloedige maaltijd tot zich nam. Hierop sprak hij zijn teleurstelling uit, maar hij werd terechtgewezen, aangezien deze man uit pastorale overwegingen het leven met andere mensen deelde, in tegenstelling tot de kluizenaar.
De legende vermeldt dat Severinus eindigde als bisschop van Bordeaux en daar ook is gestorven. Aangezien de bewoners van Keulen hem vergaten, kwam er droogte over de stad die drie jaar duurde. Toen stuurden de Keulenaren een delegatie naar Bordeaux, die met relieken terugkwam. De droogte was voorbij.
Bordeaux heeft een bisschop gehad die Severinus heette (Saint-Seurin), maar die is gestorven in 420. Severinus werd begraven in de kerk van de heilige Cornelius en Cyprianus, die later Sankt Severin ging heten. Hij is een van de stadspatronen van Keulen. Hij wordt afgebeeld als een bisschop met een kleine kerk in zijn handen. Hij wordt aangeroepen bij droogte en onheil.
Zijn feestdag is op 23 oktober.